# Cabo da Roca
O Cabo da Roca é o ponto mais ocidental de Portugal Continental e da Europa continental. Situa-se na freguesia de Colares, no Município de Sintra e Distrito de Lisboa. As suas coordenadas geográficas são N 38º46'51", W 9º30'2".
O local é visitável, não até ao extremo mas até uma zona à altitude de 140 m. O cabo forma o extremo ocidental da Serra de Sintra, precipitando-se sobre o Oceano Atlântico. 
Luís Vaz de Camões descreveu-o como o local “Onde a terra se acaba e o mar começa” (in Os Lusíadas, Canto III).
Um padrão em pedra com uma lápide assinalam esta particularidade geográfica a todos quanto visitam este local. 
A sua flora é diversa e, em muitos casos, tem espécies únicas, sendo objecto de vários estudos que se estendem, igualmente, à geomorfologia, entre outros.
Na zona existe um farol (Farol do Cabo da Roca) e uma loja turística. 
Está inserido no Parque Natural de Sintra-Cascais, numa zona de fáceis acessos e de grande afluência turística, sendo muitas as pessoas que o visitam. 
Ao domingo é habitual a concentração de vários grupos de motociclistas.

## Galeria

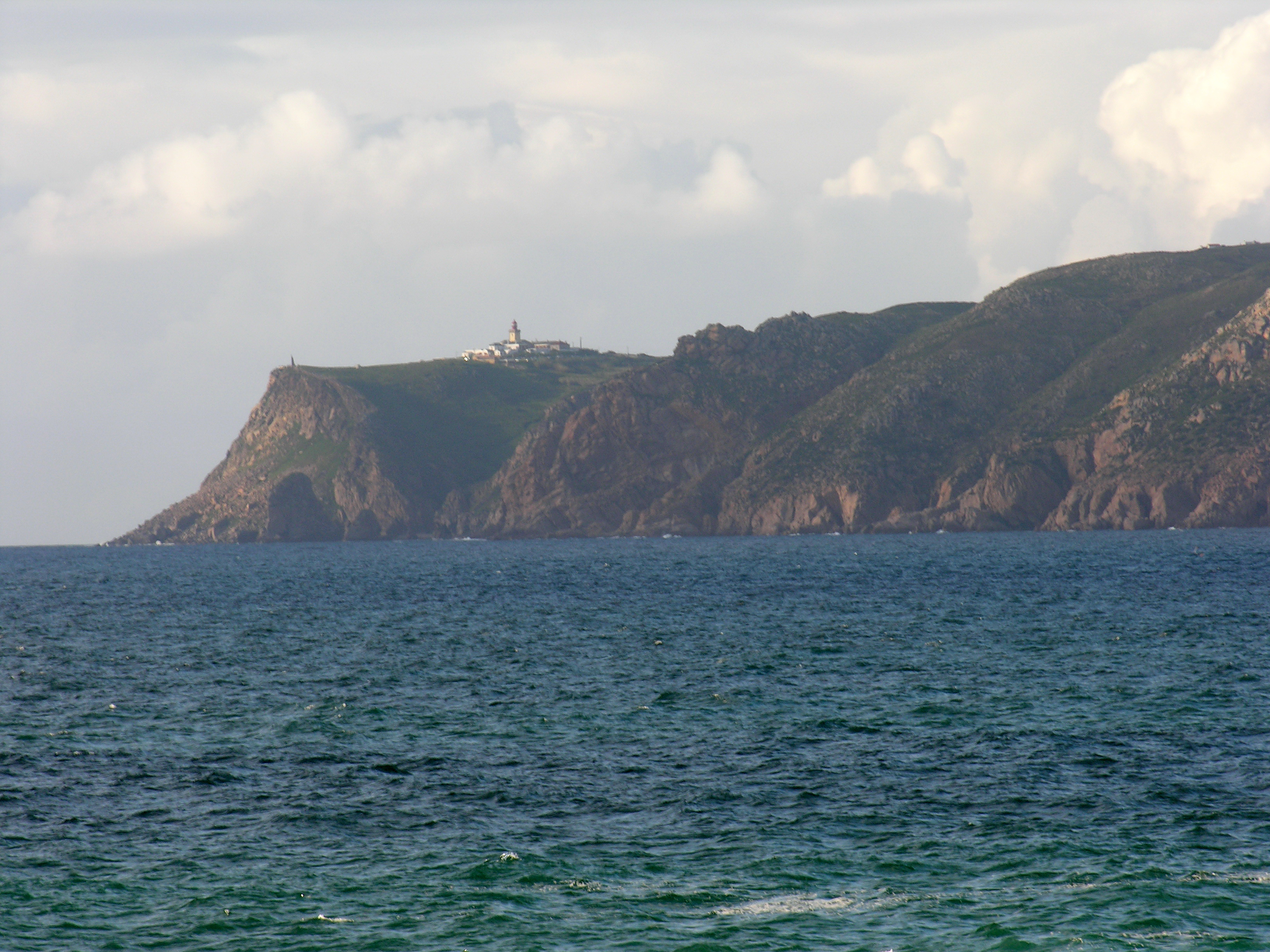
O Cabo da Roca, visto desde o Guincho
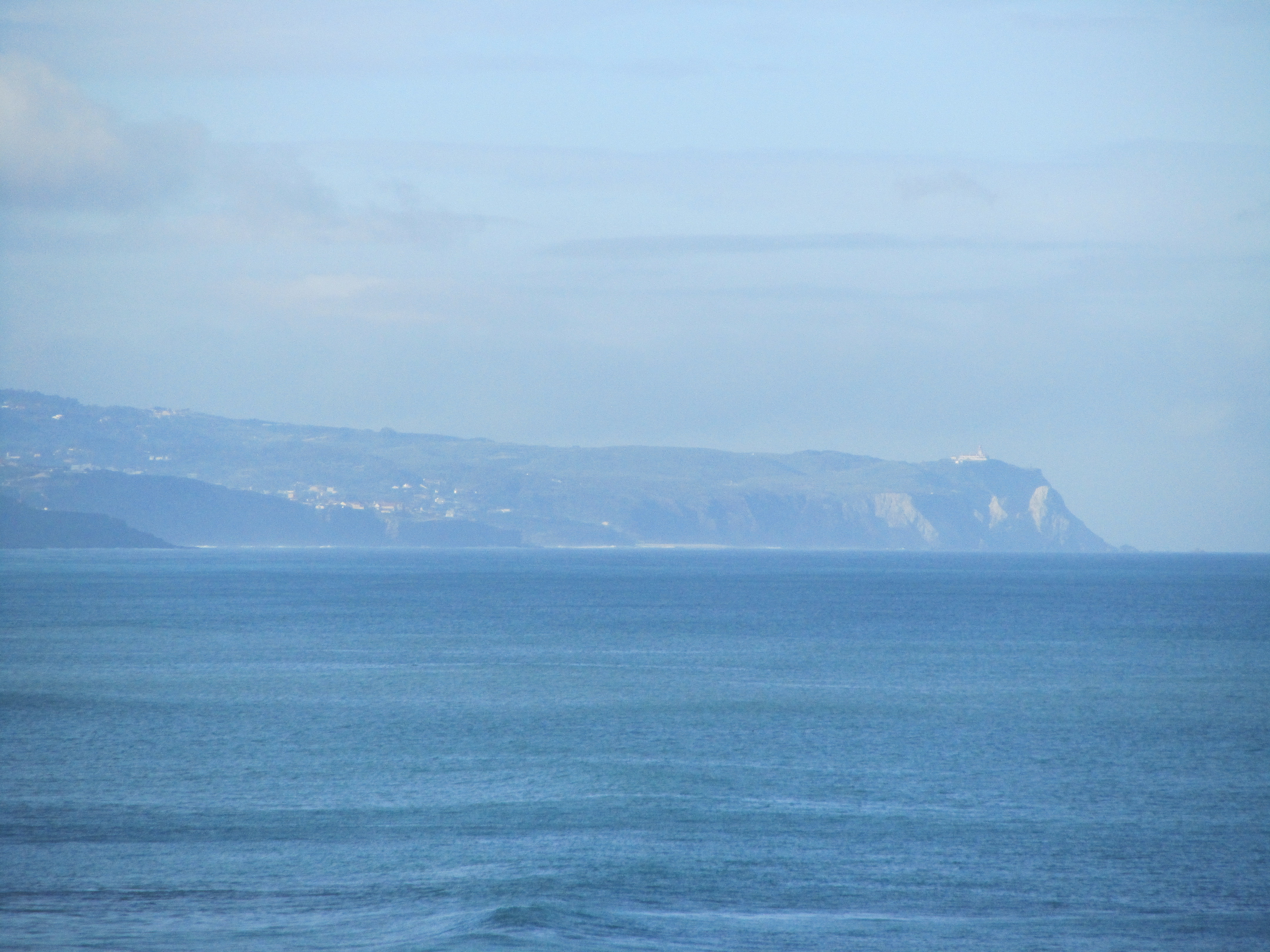
O Cabo da Roca visto da Ericeira
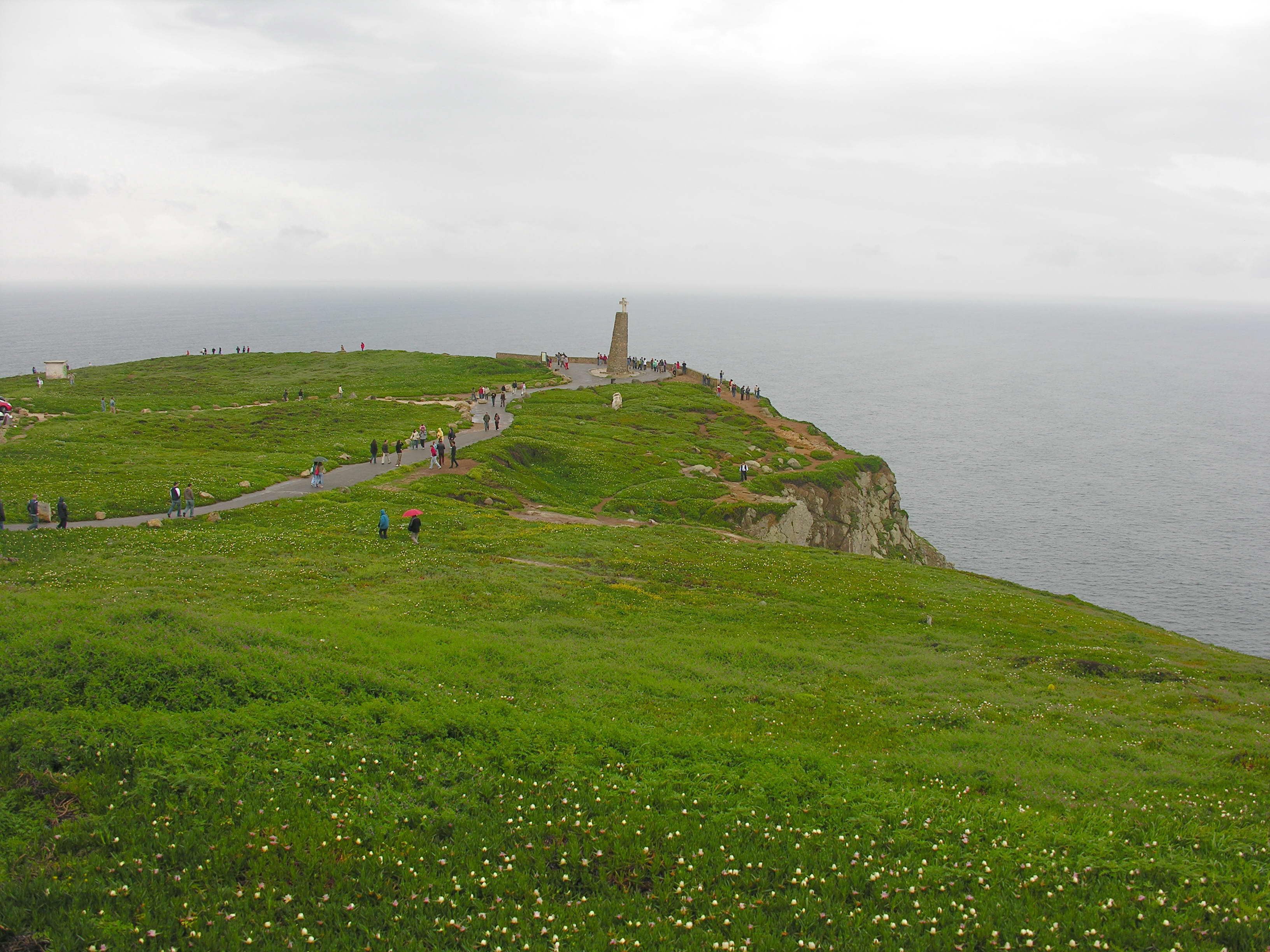
Vista panorâmica
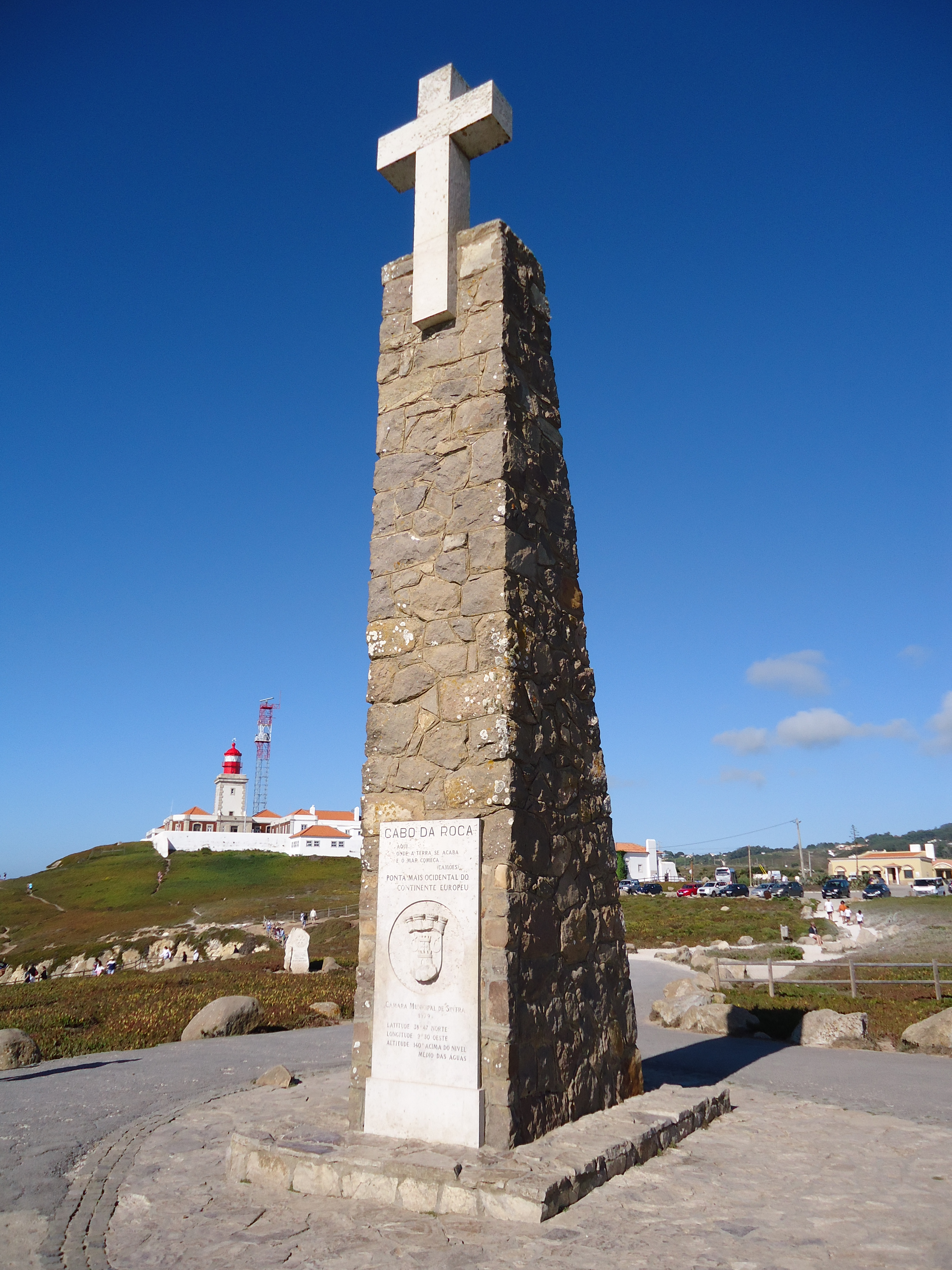
O monumento
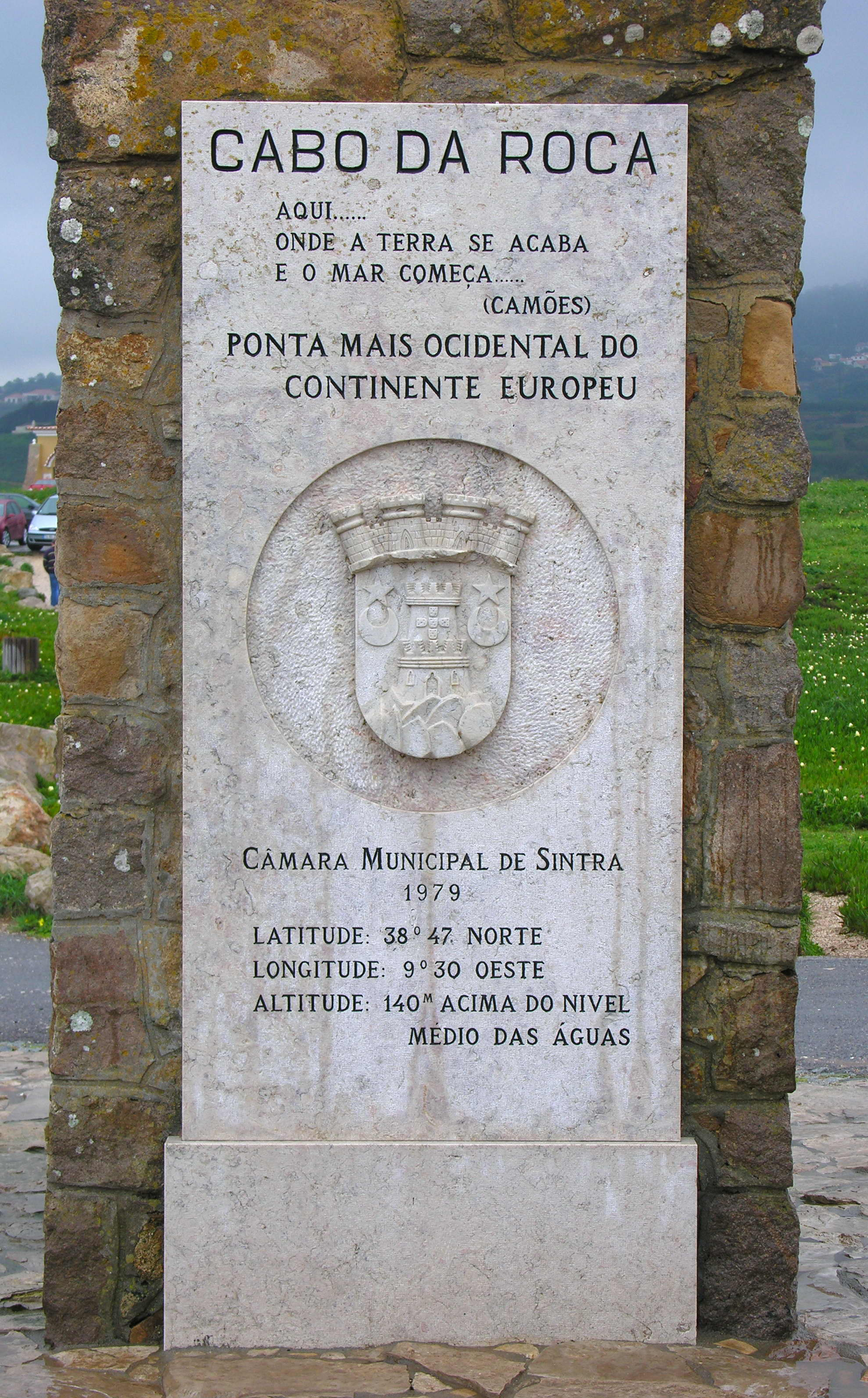
Lápide no monumento
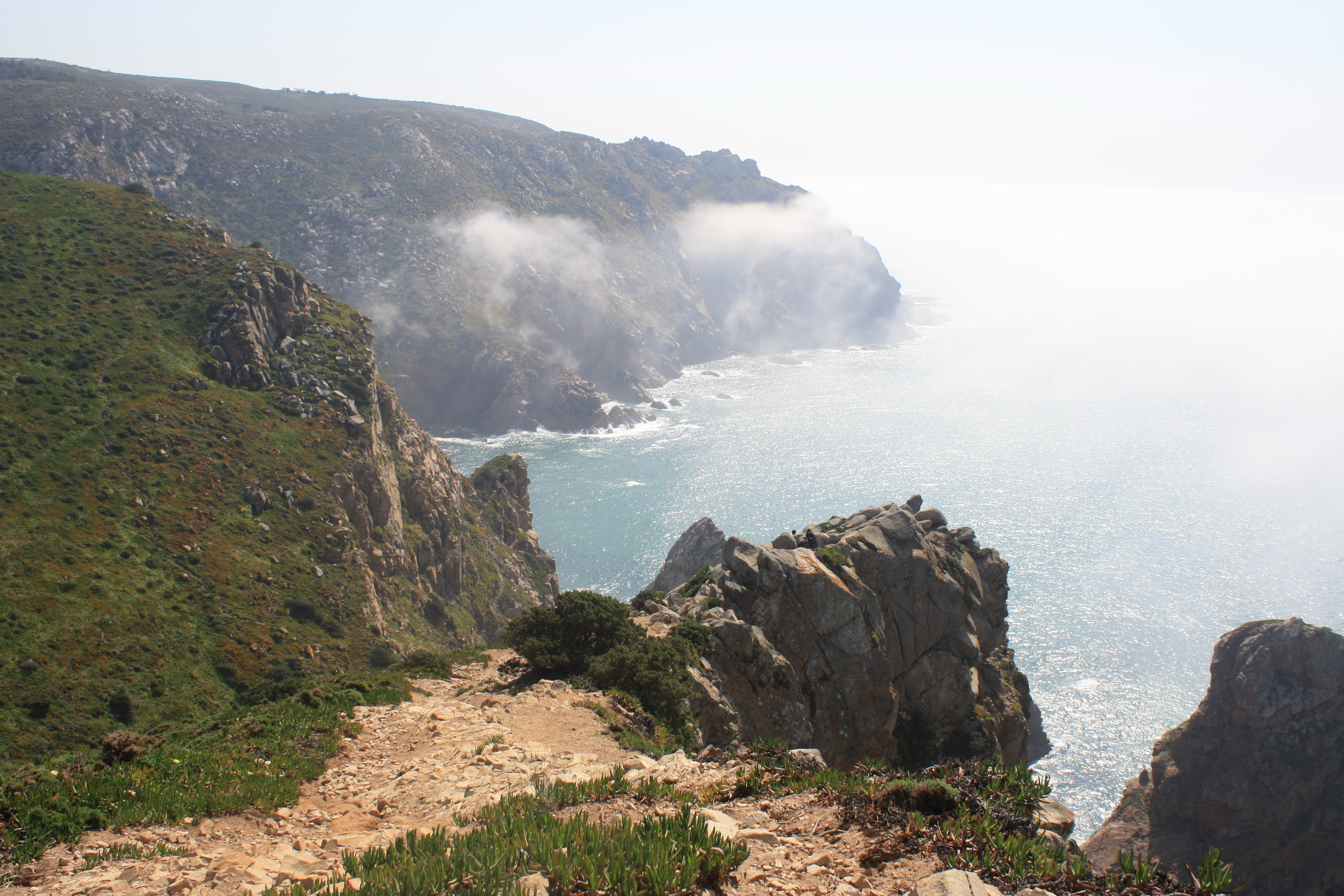
Falésia
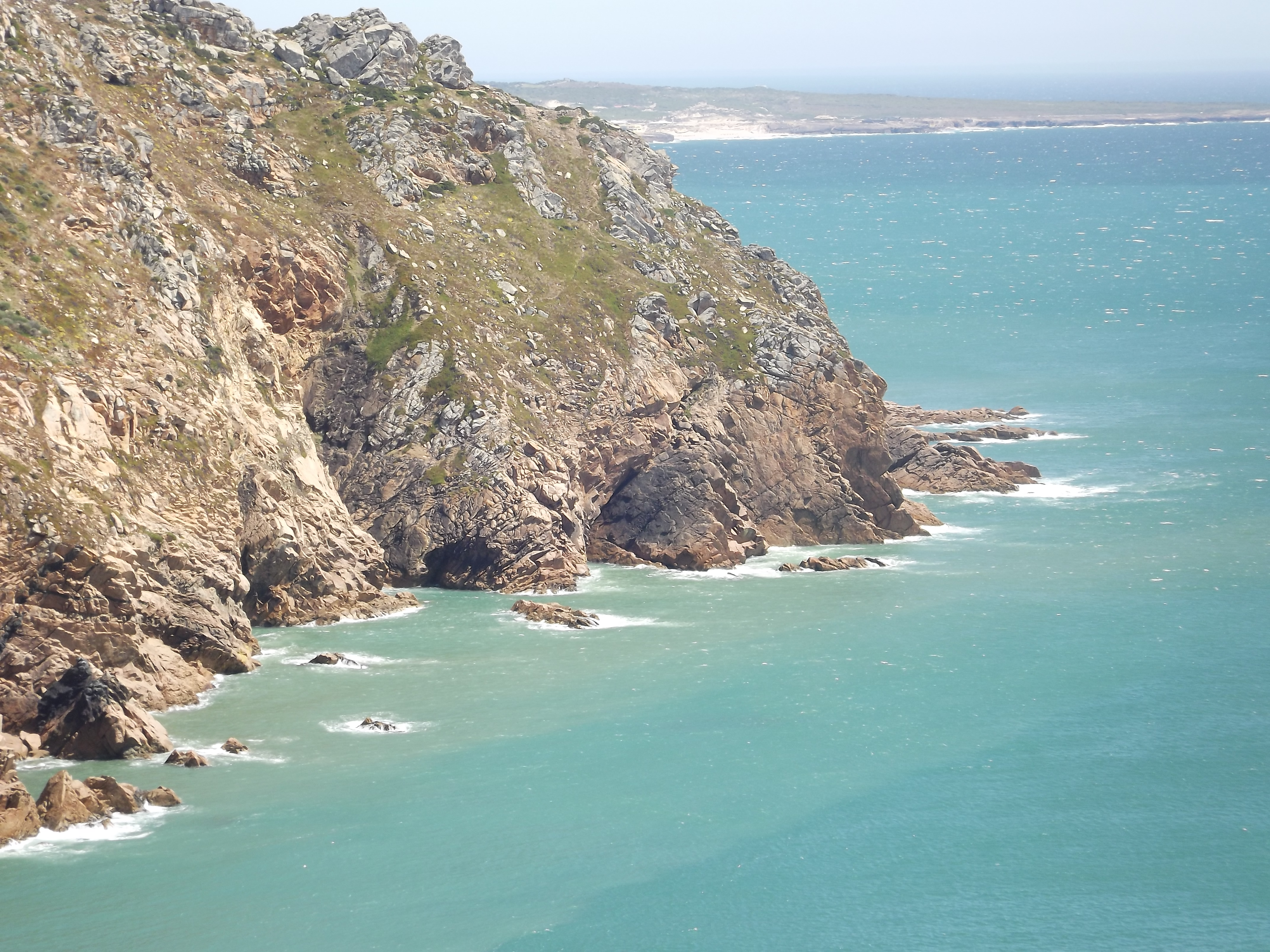
Vista do Cabo da Roca
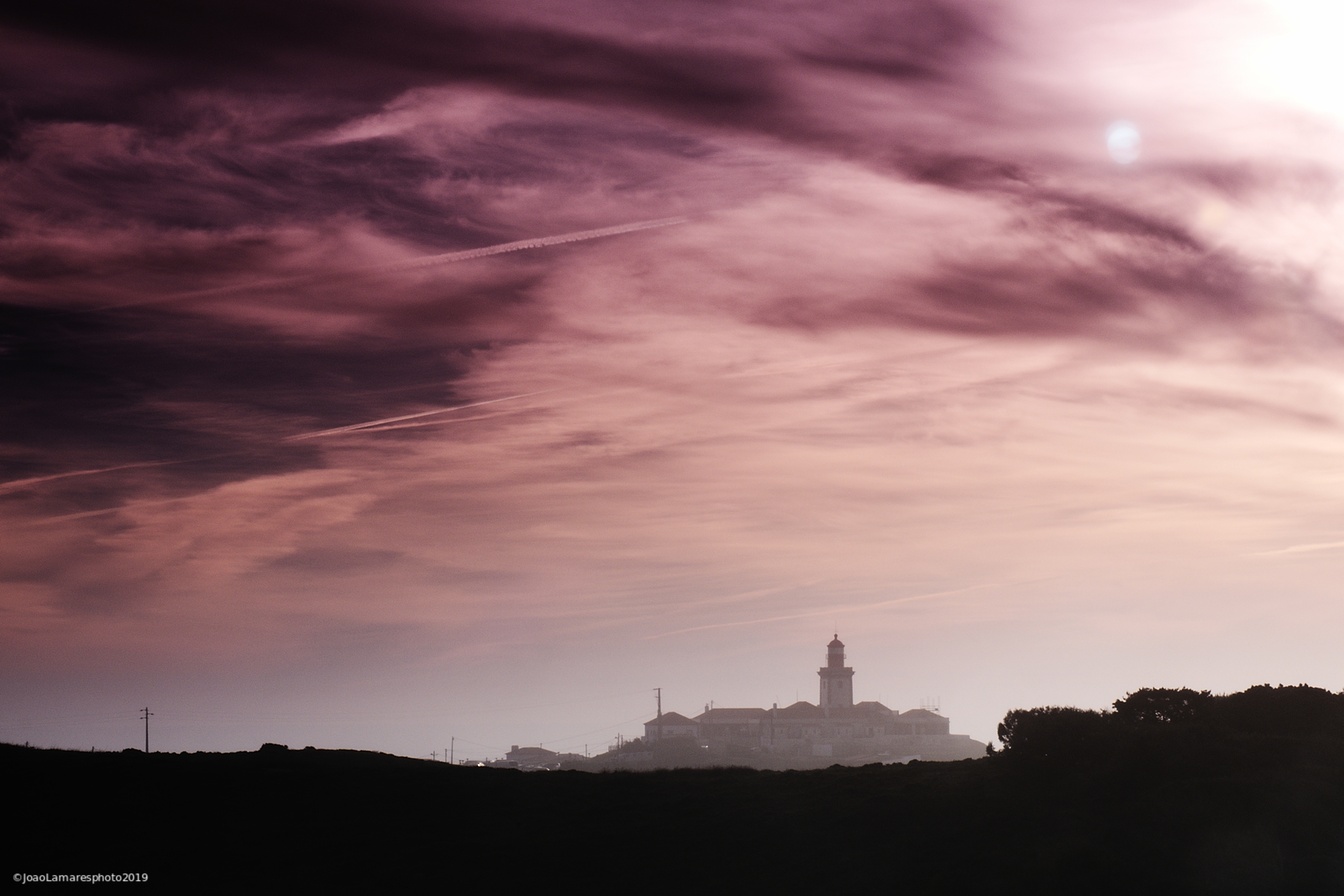
Cabo da Roca, Farol ao final da tarde visto de ocidente.